# Klaus Peter Dencker
Klaus Peter Dencker (* 22. März 1941 in Lübeck-Travemünde; † 18. Juni 2021) war ein Fernsehschaffender, Autor der visuellen Poesie und Honorarprofessor für „Medientheorie und Medienpraxis“ an der Universität Trier.

## Leben und Leistungen
Klaus Peter Dencker studierte deutsche Literaturwissenschaft, Japanologie und Philosophie an der Universität Hamburg bis 1965. Anschließend war er an der Universität Erlangen-Nürnberg bis 1974 Assistent und Lehrbeauftragter für deutsche Literaturwissenschaft (am Lehrstuhl von Ulrich Fülleborn) und für Film- und Fernsehkunde, dann, bis 1975, freier Autor und Filmemacher. Anschließend war er bis 1985 als 1. Redakteur und Filmemacher beim Saarländischen Rundfunk/Fernsehen im Bereich Kultur tätig, 1982 bis 1985 Vorsitzender des Programm-Mitarbeiter-Ausschusses des Saarländischen Rundfunks.
Während seiner Arbeit als Fernsehschaffender erstellte er ca. 100 Dokumentar- und Experimentalfilme für ARD und ZDF. Die wichtigsten Experimentalfilme sind starfighter, rausch und Austronaut, die unter dem Titel TV-Poesie-Visuelle Poesie 1970/71 beim SWF/Baden-Baden entstanden. 1978 produzierte er die erste EB-Produktion (in der Reihe Museen der Welt die Dokumentation Die Vatikanischen Museen) der ARD/SR als Autor und Regisseur. Wichtige Dokumentarfilme sind Maulkonzert (über Akustische Poesie) und Visuelle Poesie, die 1977 und 1985 im Auftrag des SR/Saarbrücken produziert wurden.
Ab 1981 war er Lehrbeauftragter an den Universitäten Saarbrücken und Trier, von 1985 bis 2000 Honorarprofessor für das Fach Medientheorie und Medienpraxis an der Universität Trier. 1985 bis 2002 war er außerdem Leitender Regierungsdirektor der Kulturbehörde Hamburg. Während seiner Tätigkeit in der Kulturbehörde Hamburg leitete er die Bereiche Literatur, Film, Foto, Neue Medien/Medienkunst, bildende Kunst, internationaler Kulturaustausch, Städtepartnerschaften, Kulturprogramme.
Er arbeitete (als stellvertretender Vorsitzender) von 1986 bis 1992 zusammen mit Eberhard Fechner (Vorsitzender) in der Kommission zum Aufbau einer Deutschen Mediathek. Er war 1991 bis 1993 Mitglied der Strukturkommission Film/Medien beim Kultusminister des Landes Brandenburg, 1992 und 1993 Mitglied der Hochschulkommission für die Film- und Fernsehhochschule „Konrad Wolf“ in Potsdam-Babelsberg, 1992 bis 1995 Jurymitglied des Deutschen Medienkunstpreises des Zentrums für Kunst und Medientechnologie (ZKM) / Karlsruhe, Initiator und 1990 bis 2000 Betreuer der Reihe Interface, Internationales Symposion der Medieninnovation sowie 1996 bis 2001 Initiator und Koordinator des elektronischen Kommunikationsnetzes im Ostseeraum Baltic Interface Net (BIN).
Dencker wurde mit mehreren Preisen und Stipendien ausgezeichnet, u. a. war er 1972 jüngster Kulturpreisträger der Stadt Erlangen und 1982 Förderpreisträger des Berliner Kunstpreises, Akademie der Künste. Die Stadt Lübeck in Verbindung mit der Overbeck-Gesellschaft ehrte ihn 2011 mit einem Empfang zu seinem 70. Geburtstag. 2012 wurde ihm vom Bundespräsidenten Joachim Gauck das Verdienstkreuz am Bande des Verdienstordens der Bundesrepublik Deutschland verliehen.

## Ausstellungen / in Sammlungen aufgenommene Werke
Als Autor arbeitete Dencker im Bereich zwischen Literatur und bildender Kunst: „Als Fortsetzer der visuellen konkreten Poesie hat Dencker, als einer der wenigen in Deutschland, Theorien und Praktiken entwickelt, die international Beachtung gefunden haben“ (aus der Begründung der Jury zur Verleihung des Förderpreises zum Kunstpreis Berlin, Akademie der Künste 1982). Er war seit 1970 an über 200 internationalen Einzel- und Kollektiv-Ausstellungen der Visuellen Poesie beteiligt. Die wichtigste Einzelausstellung fand anlässlich des 60. Geburtstags 2001 im Hamburger Bahnhof/Berlin mit über 200 Blättern aus dem Bestand der Kunstbibliothek der Staatlichen Museen zu Berlin statt, die umfangreichste in allen Ausstellungsräumen des Museums Schloß Burgk/Saale zum 75. Geburtstag.
Einzelausstellungen (Auswahl)
- Denckers Plakatgedichte. Mobilia, Erlangen  11. Dezember 1969–31. Januar 1970
- Dencker, Textbilder. Goethe-Institut Lille, 4. Mai 1972 (Eröffnung)
- Denckers Visuelle Poesie. Galerie Kröger, Kirchheim-Teck 31. März–3. Mai 1985
- Klaus Peter Dencker (1967–1997). Universitätsbibliothek, Trier 27. Oktober–8. November 1997
- Klaus Peter Dencker: Sequenzen. Hamburger Bahnhof / Museum für Gegenwart, Berlin 2. April–29. August 2001
- Klaus Peter Dencker, Visuelle Poesie. Staats- und Universitätsbibliothek Hamburg 30. März–13. Mai 2006
- Klaus Peter Dencker, Zwischen Schrift und Bild. Städtische Galerie Erlangen 26. August–24. September 2006
- Klaus Peter Dencker, Zwischen Schrift und Bild. Kulturforum Burgkloster, Lübeck 15. April–27. Mai 2007
- Klaus Peter Dencker zu Ehren. Overbeck-Gesellschaft, Lübeck 17. April 2011
- Klaus Peter Dencker, Visuelle Poesie 1969–2012. NDR, Hamburg 30. Januar–2. Mai 2013
- Klaus Peter Dencker, TextSpielArt. Galerie Allee, Hamburg 4.-28. Februar 2014
- Klaus Peter Dencker, Sehquenzen. Günter-Grass-Haus, Lübeck 15. Januar – 22. März 2016
- Klaus Peter Dencker, Sehlektionen. Staats- und Universitaetsbibliothek Hamburg 19. März – 1. Mai 2016
- Klaus Peter Dencker, Sehmantisches. Museum Schloß Burgk/Saale 29. Mai – 14. August 2016

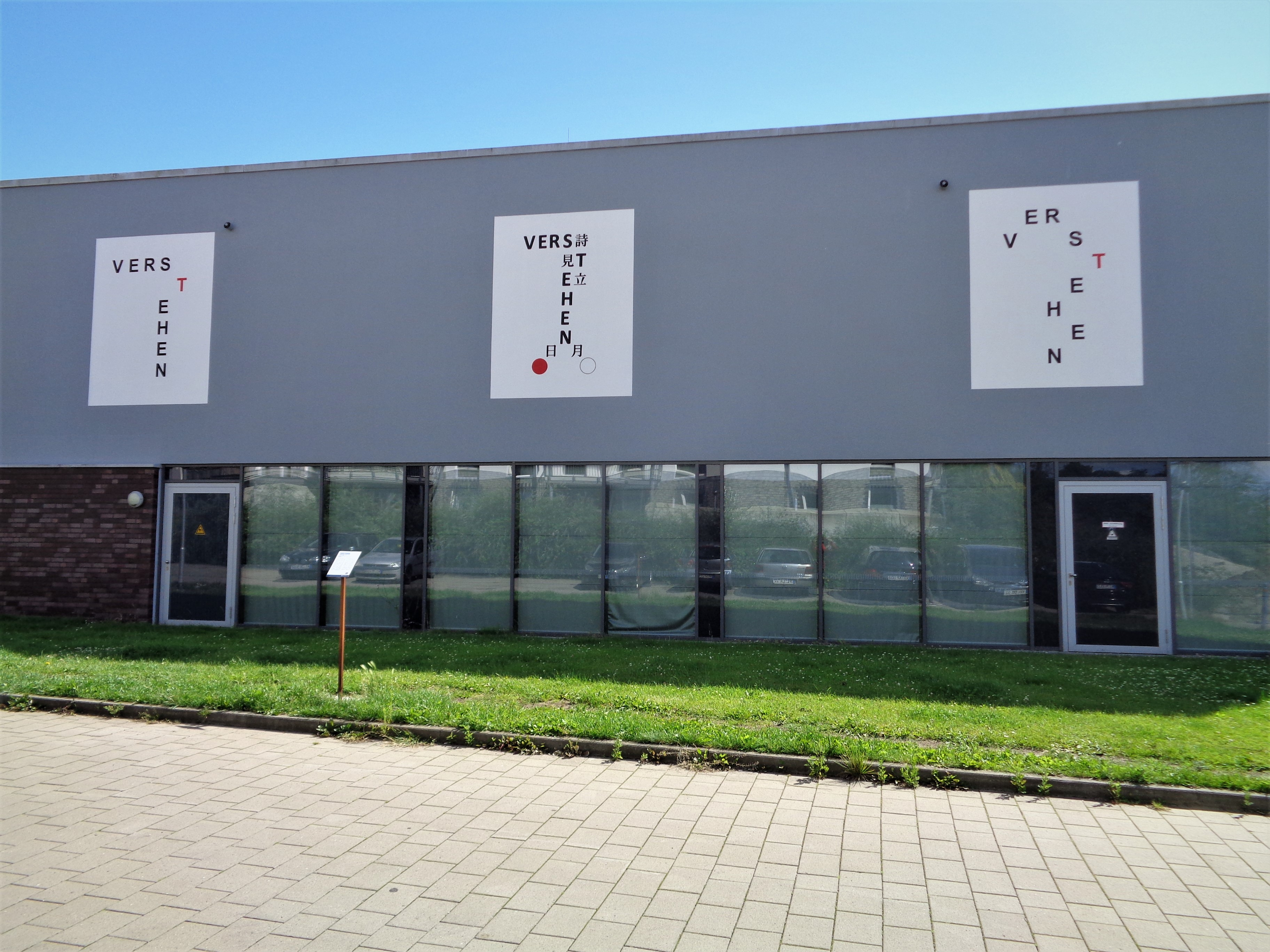
Wandbild „Verstehen“ an einem Gebäude der Fachhochschule Kiel

Denckers Arbeiten befinden sich in Archiven, Bibliotheken und Museen, u. a. Archivio Francesco Conz/Verona, Archivio Carlo Palli/Prato, Archive Ruth and Marvin Sackner/Miami Beach, Hokkaido Museum of Literature/Sapporo, Museum of Contemporary Japanese Poetry/Kitakami, Neues Museum/Nürnberg, Neues Museum/Weserburg (Studienzentrum)/Bremen, Ohio State University Libraries, Stanford University Libraries, The Getty Research Institute/Los Angeles. Eine umfangreiche Sammlung der Arbeiten Visueller Poesie Denckers (von 1970 bis 2000) gibt es in der Kunstbibliothek/Staatliche Museen zu Berlin/Preußischer Kulturbesitz und eine weitere (mit Arbeiten seit 2000, die fortlaufend ergänzt wird) in der Staats- und Universitätsbibliothek Hamburg. Außerdem befinden sich im ZKM (Zentrum für Kunst und Medientechnologie) die gesamten Arbeiten (Skripte, Treatments, Drehbücher) des Filmemachers, sowie Vorlesungs-, Seminarunterlagen und Publikationen des Medienwissenschaftlers Dencker und umfangreiche Werkgruppen großer Rahmenarbeiten und Textobjekte befindet sich in der Sammlung CampusKunst-D der FH Kiel, die ebenfalls fortlaufend ergänzt wird.

## Veröffentlichungen
Eine Bibliografie aller Publikationen (Print, Fernsehen, Hörfunk, Video, CD), Ausstellungen, Lesungen, Veranstaltungen und
Sekundärliteratur über Dencker ist erschienen im 2. Band der Werkausgabe: Klaus Peter Dencker, Visuelle Poesie II. Weitra 2016, S. 257 ff.
- TEXTBILDER – VISUELLE POESIE INTER-NATIONAL. DuMont Verlag, Köln 1972
- DER JUNGE FRIEDELL. Beck Verlag, München 1977
- DEUTSCHE UNSINNSPOESIE. Reclam-Verlag, Stuttgart 1978, ISBN 3-15-029890-3.
- VISUELLE POESIE. Saarländischer Rundfunk, Saarbrücken 1984
- ACH KNALLIGE WELT, DU LUNAPARK. GEORGE GROSZ-GESAMMELTE GEDICHTE. Hanser Verlag, München 1986
- DIE REISE NACH ROM. Visuelle Poesie. Siegen 1987 (= experimentelle texte nr. 14/15)
- WORT-KÖPFE. Visuelle Poesie 1969–1991 (Vorwort: Christina Weiss, mit vollständiger Bibliografie bis 1990). Siegen 1991 (=experimentelle texte nr. 27-28)
- VISUELLE POESIE AUS JAPAN. Kulturbehörde Hamburg, Hamburg 1997
- SEQUENZEN. Visuelle Poesie (Vorwort: Hans Peter Althaus, mit vollständiger Bibliografie bis 1998). Siegen 1998 (= experimentelle texte nr. 51–53)
- K(L)EINE POETIK. Arbeiten von 1967 bis 2000. edition fundamental, Köln 2001
- POETISCHE SPRACHSPIELE. Reclam-Verlag, Stuttgart 2003 (Auszeichnung: Gedichtband des Jahres 2003)
- RENSHI. Visuelles Kettengedicht (zusammen mit Yasuo Fujitomi, Hiroo Kamimura, Motoyuki Ito, Shutaro Mukai, Shohachiro Takahashi), Berlin 2003
- LW-SEQUENZ. Visuelle Poesie. St. Petersburg 2003 (= Visual World Poetry)
- PEACE/WAR. Visuelles Gemeinschaftsgedicht mit Hiroshi Tanabu. Tanabu-Edition No. 27/Saitama 2003
- VISUELLE POESIE I, 1965–2005. Monografie. Hrsg. Kunstbibliothek Berlin. Verlag „Bibliothek der Provinz“, Weitra/A 2006
- VERS T EHEN. Squares & Sequences. Redfoxpress, Dugort/Achill Island, County Mayo/Ireland 2007.
- AMBIGUITY & MORE. Sequences. Redfoxpress, Dugort/Achill Island, County Mayo/Ireland 2009.
- EPITAPH TO....Redfoxpress, Dugort/Achill Island, County Mayo/Ireland 2010.
- THIS IS VISUAL POETRY. single pages from 1971 till 2010. chapbook. Kingston/PA/USA; chapbookpublisher: http://www.thisisvisualpoetry.com/
- OPTISCHE POESIE. Von den praehistorischen Schriftzeichen bis zu den digitalen Experimenten der Gegenwart. Walter de Gruyter/Berlin-New York 2011, ISBN 978-3-11-021503-8.
- MORGENSTUND HAT KURZE BEINE. Unsinnspoesie. Herausgegeben von Klaus Peter Dencker. Stuttgart: Reclam, 2011. (= Reclam Taschenbuch 20224)
- WÖRTERWECHSEL. Poetische Sprachspiele. Hrsg. von Klaus Peter Dencker. Stuttgart: Reclam, 2012. (= Reclam Taschenbuch 20261), DNB-Link
- ABCDARUM (zusammen mit J. M. Calleja). Redfoxpress, Dugort/Achill Island, County Mayo/Ireland 2013
- NEBENARBEIT. Sequenz. Redfoxpress, Dugort/Achill Island, County Mayo/Ireland 2015
- VISUELLE POESIE II, Arbeiten bis 2015. Verlag „Bibliothek der Provinz“, Weitra/A 2015
- FROM A TO Z (zusammen mit József Bíró). Redfoxpress, Dugort/Achill Island, County Mayo/Ireland 2018
- NO A – NO Z (zusammen mit Giovanni Fontana). Redfoxpress, Dugort/Achill Island, County Mayo/Ireland 2019
- LW – TRACT (zusammen mit SJ Schmidt). Redfoxpress, Dugort/Achill Island, County Mayo/Ireland 2020
- TERES. love story of poetry in three parts. (visual poetry). Malmö: Timglaset 2020
- AHA - TextLandscapes 1969-1975. Editione Studio Varroni, Rom Gennaio 2021 (= Rivista Foglio No. 5)
- ÜBER VIELE/S. Begegnungen 1960-2020. Verlag "Bibliothek der Provinz", Weitra/A 2021, ISBN 978-3-99028-987-7.